# 时代中国
时代中国控股有限公司（简称时代中国，港交所：1233），原名時代地產控股有限公司，是一間中國房地產開發公司，主要在廣東省開發房地產。
2010年2月，新湖中宝以2億美元購入時代地產35%股權。
2013年11月，時代地產在香港公開招股，以每股3.2至4.5港元發行4.31億股，集資最多19.395億元。時代地產引入了富力地產主席李思廉夫婦及越秀證券為基礎投資者，兩者都認購了6%的股權。
2019年7月1日, 余詠詩女士委任為時代中國的公司秘書

## 主要項目
- 時代美宸(中山)
- 時代雲圖(中山)
- 時代傾城(中山)
- 時代香海彼岸(珠海)
- 時代香海彼岸（廣州）
- 時代天韻（廣州）
- 時代傾城（三水）

## 爭議

### 疑似公司高管不雅片流出
2020年7月，疑似公司首席財務官黃永年於香港的士內，與另一名女子公然作出情慾行為，過程被的士內的攝錄機拍到，然後在網上流傳。事件發生翌日，股價跌2.05%。